# کالیاری
شهر کالیاری (به ایتالیایی: Cagliari) مرکز جزیره ساردنی ایتالیا و مرکز استان کالیاری است.

## جغرافیا

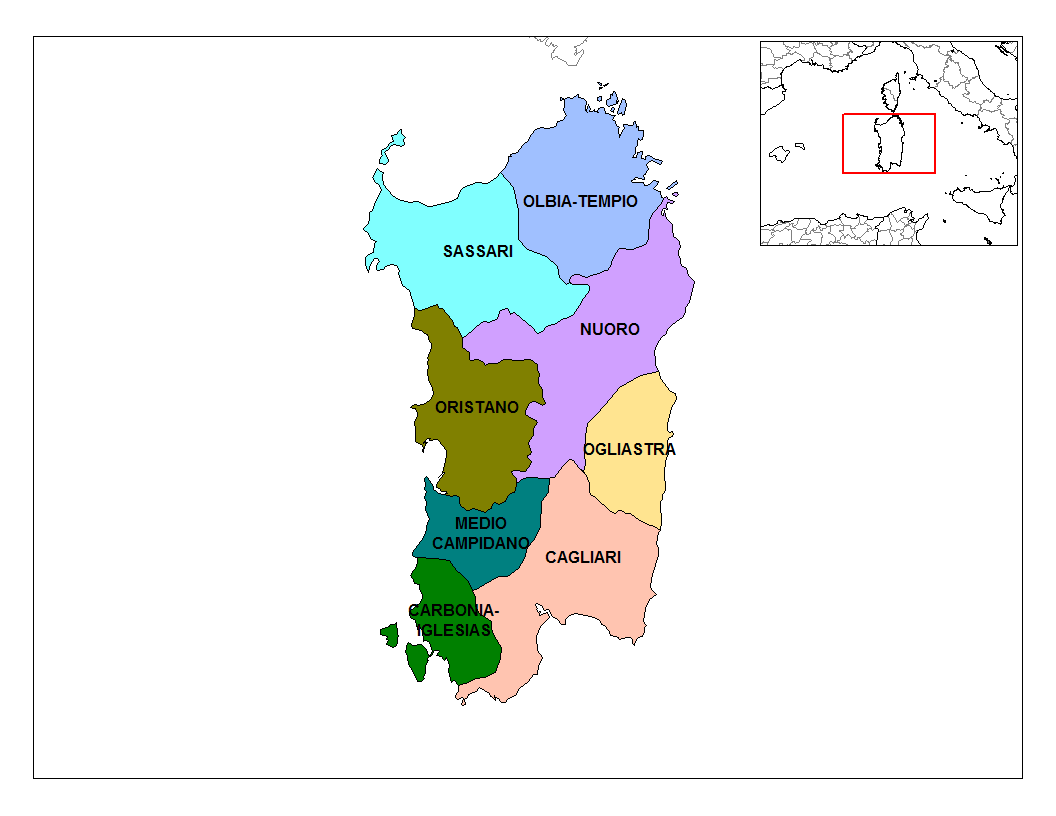

این شهر در جنوب جزیره ساردنی واقع شده و جمعیت آن ۱۶۰ هزار نفر است.

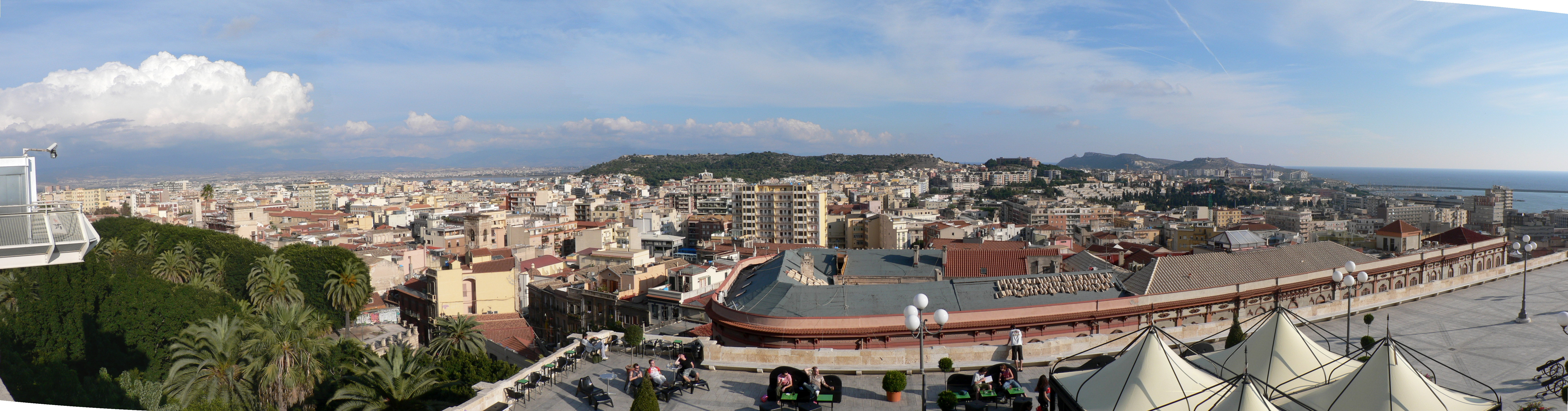
چشم‌انداز شهر کالیاری.

## نگارخانه

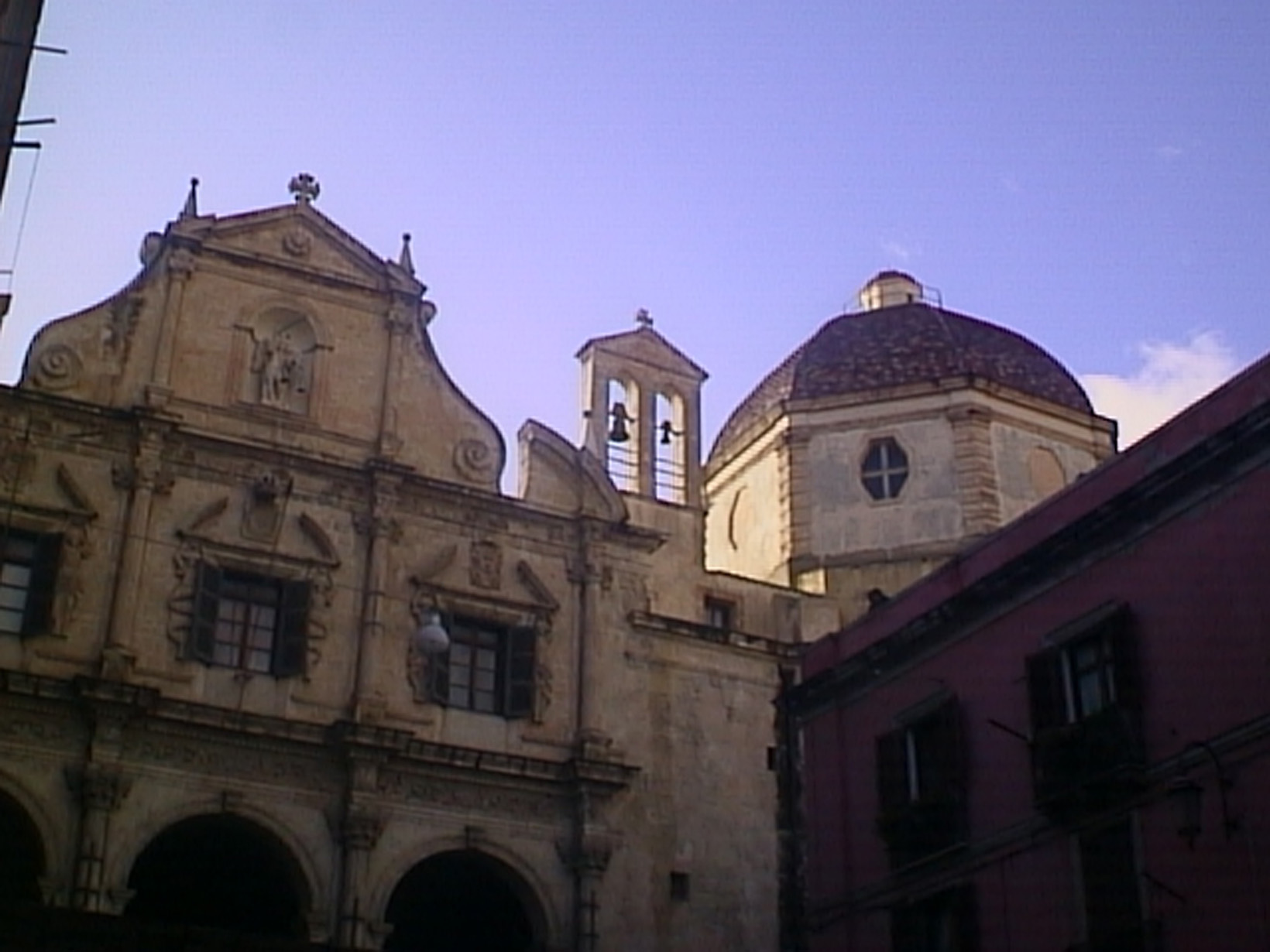
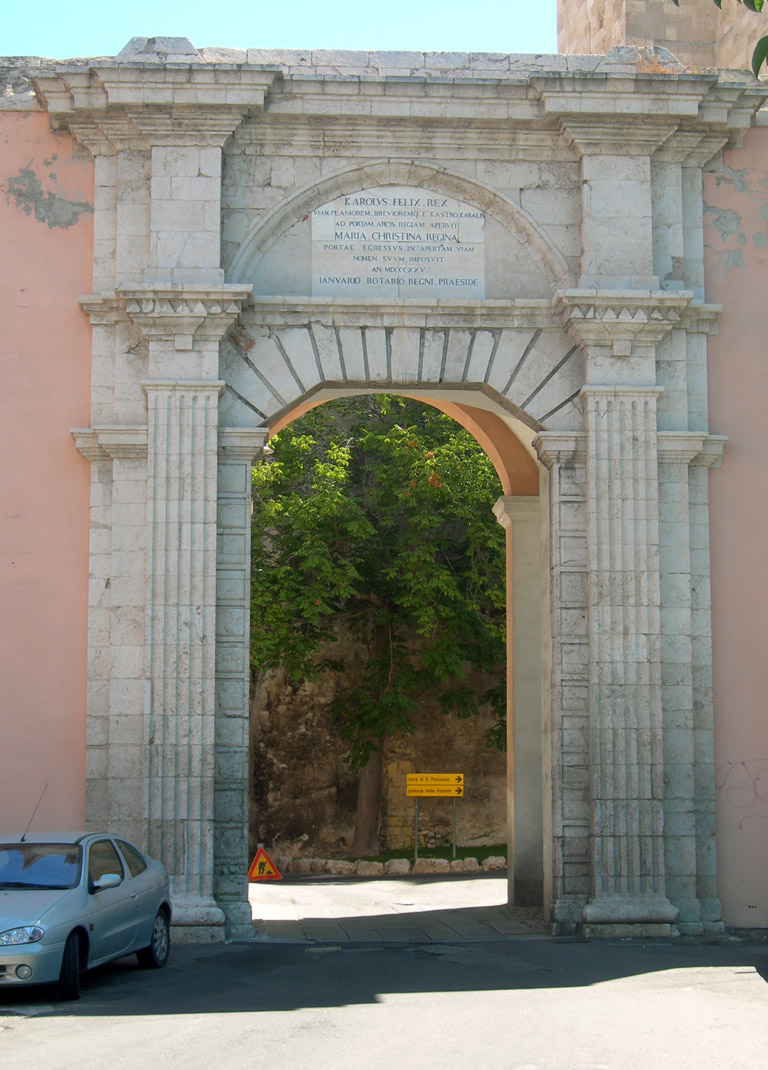
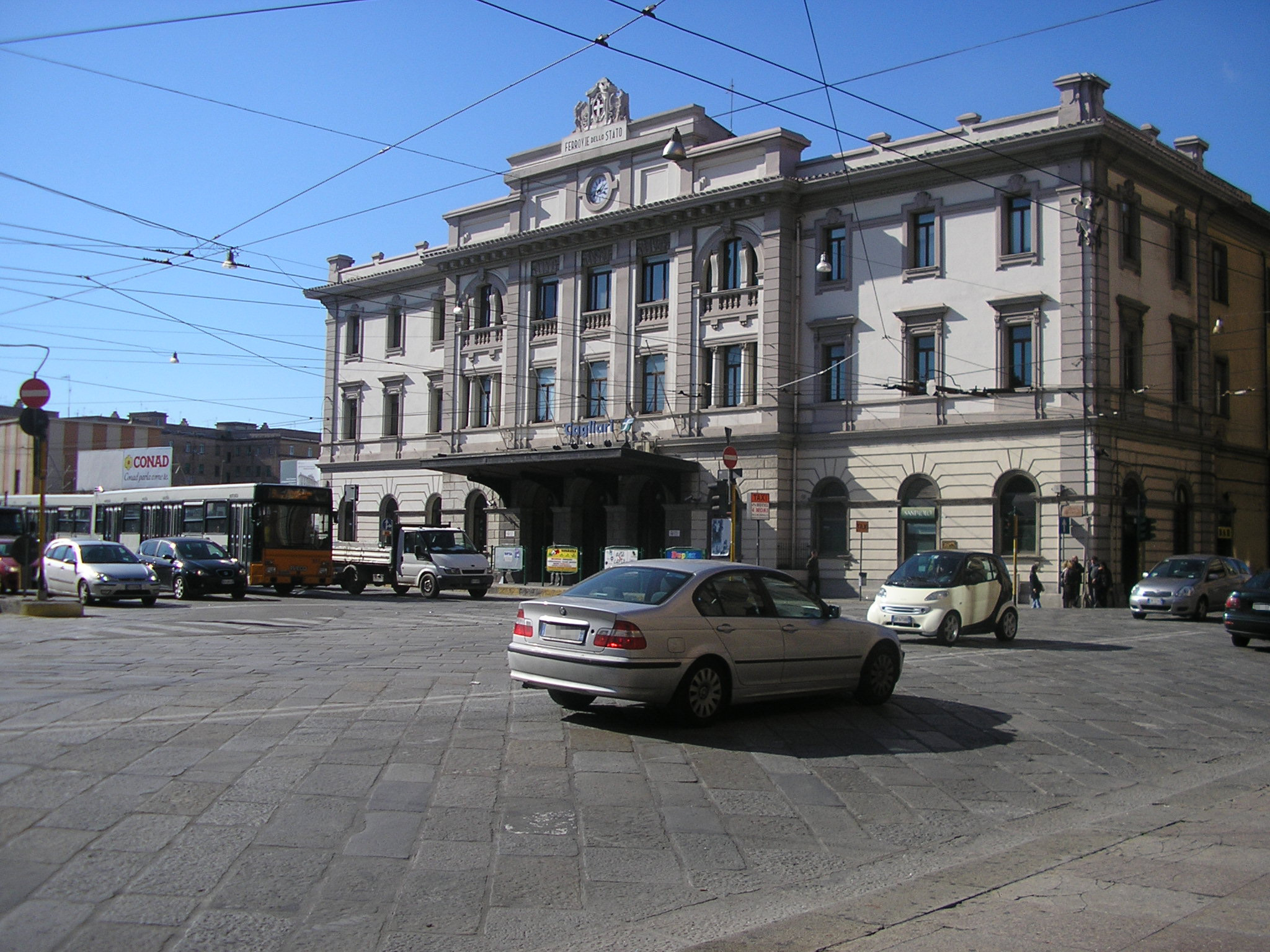
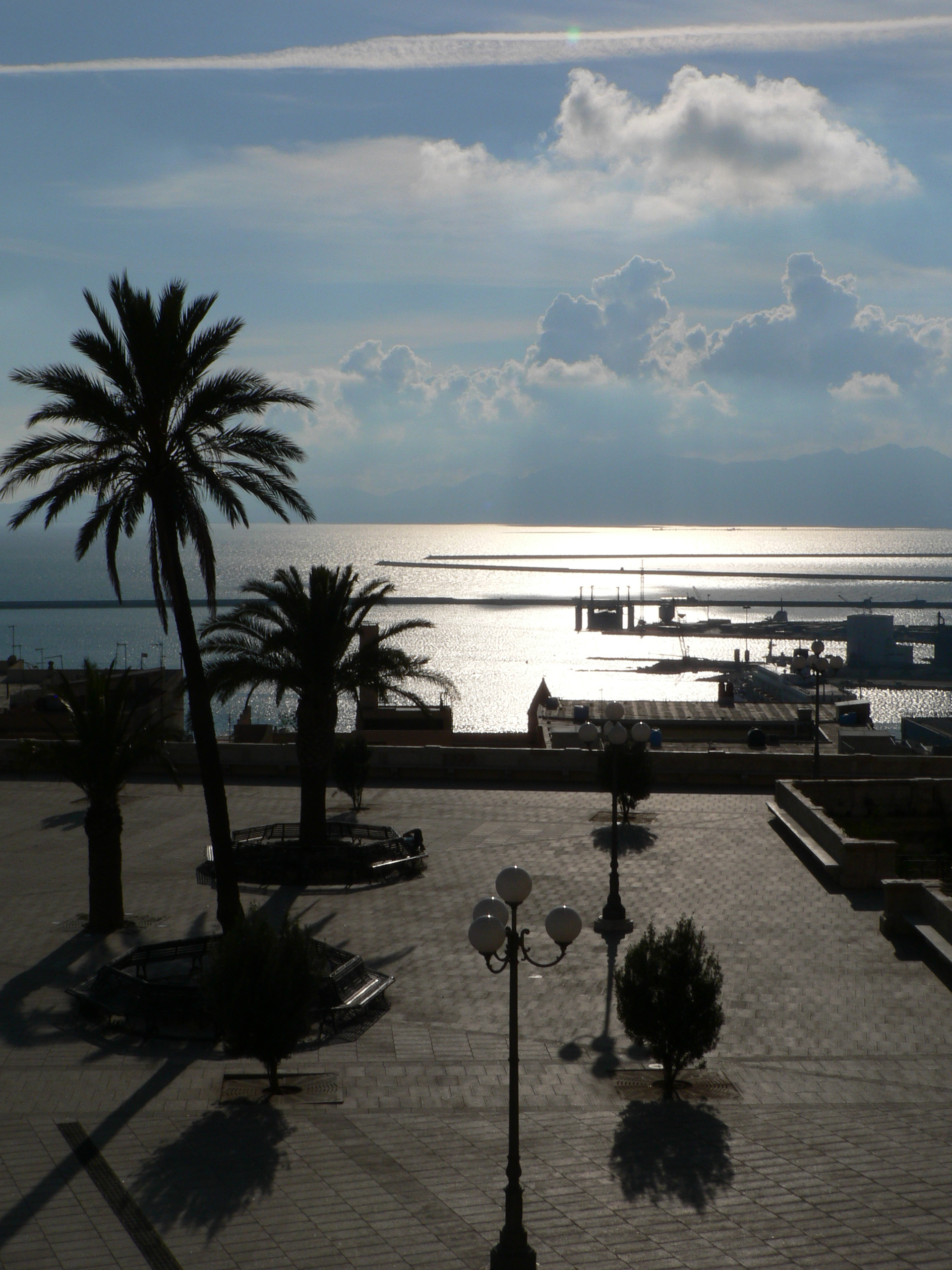
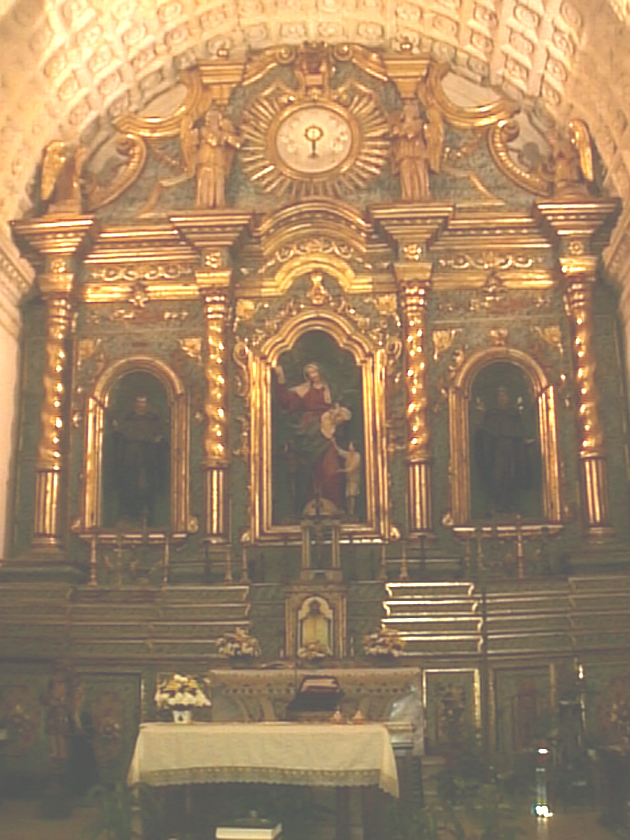
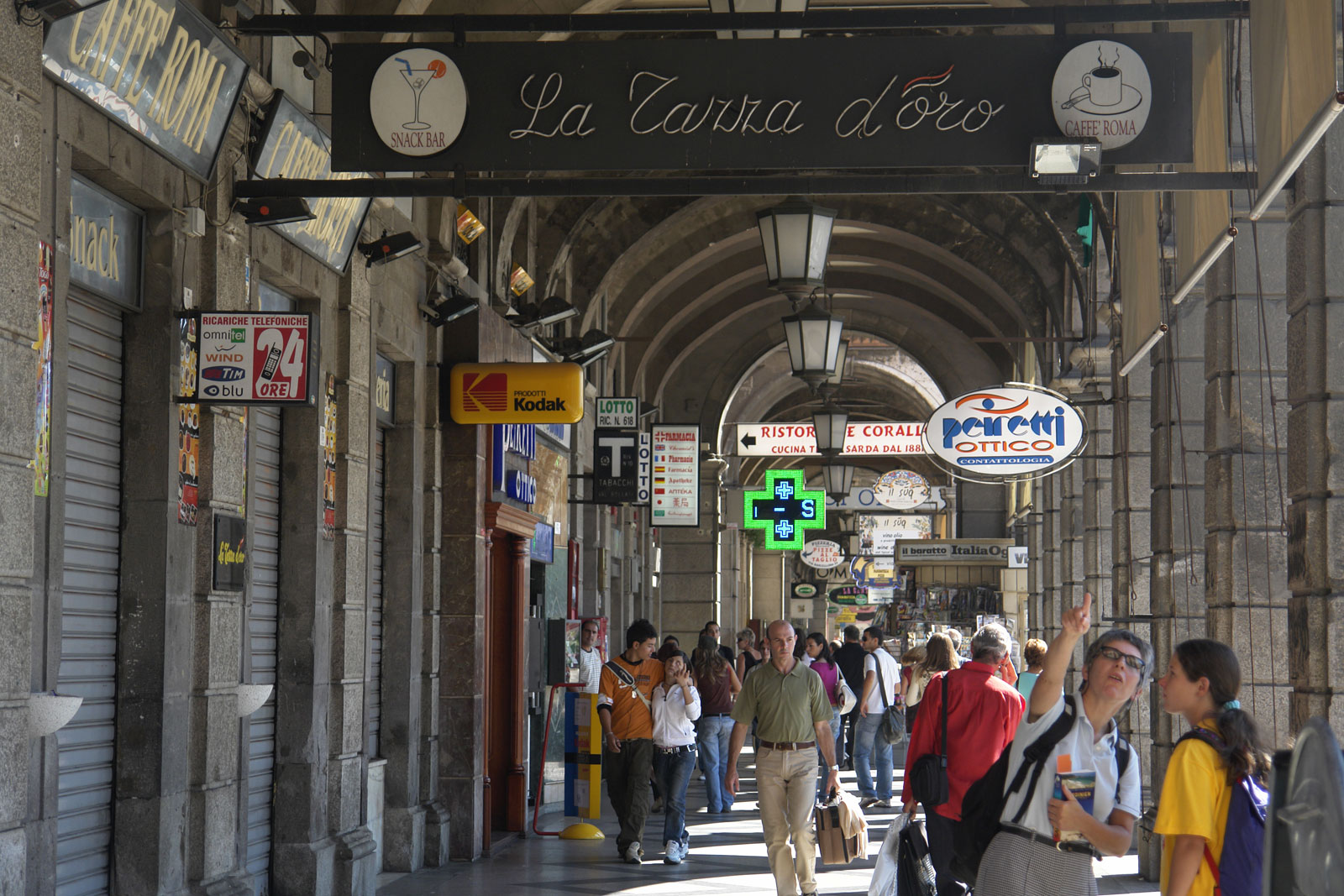
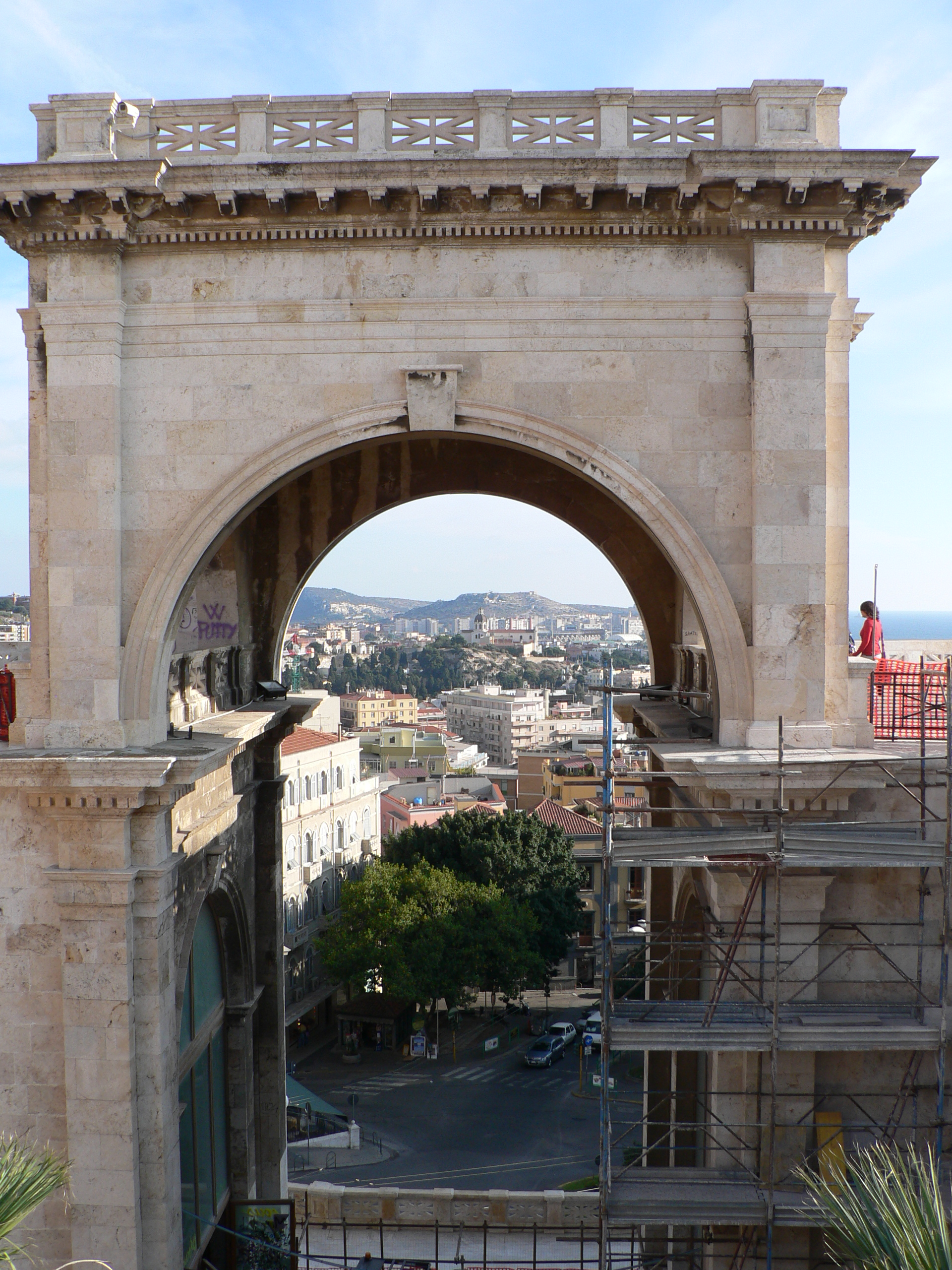
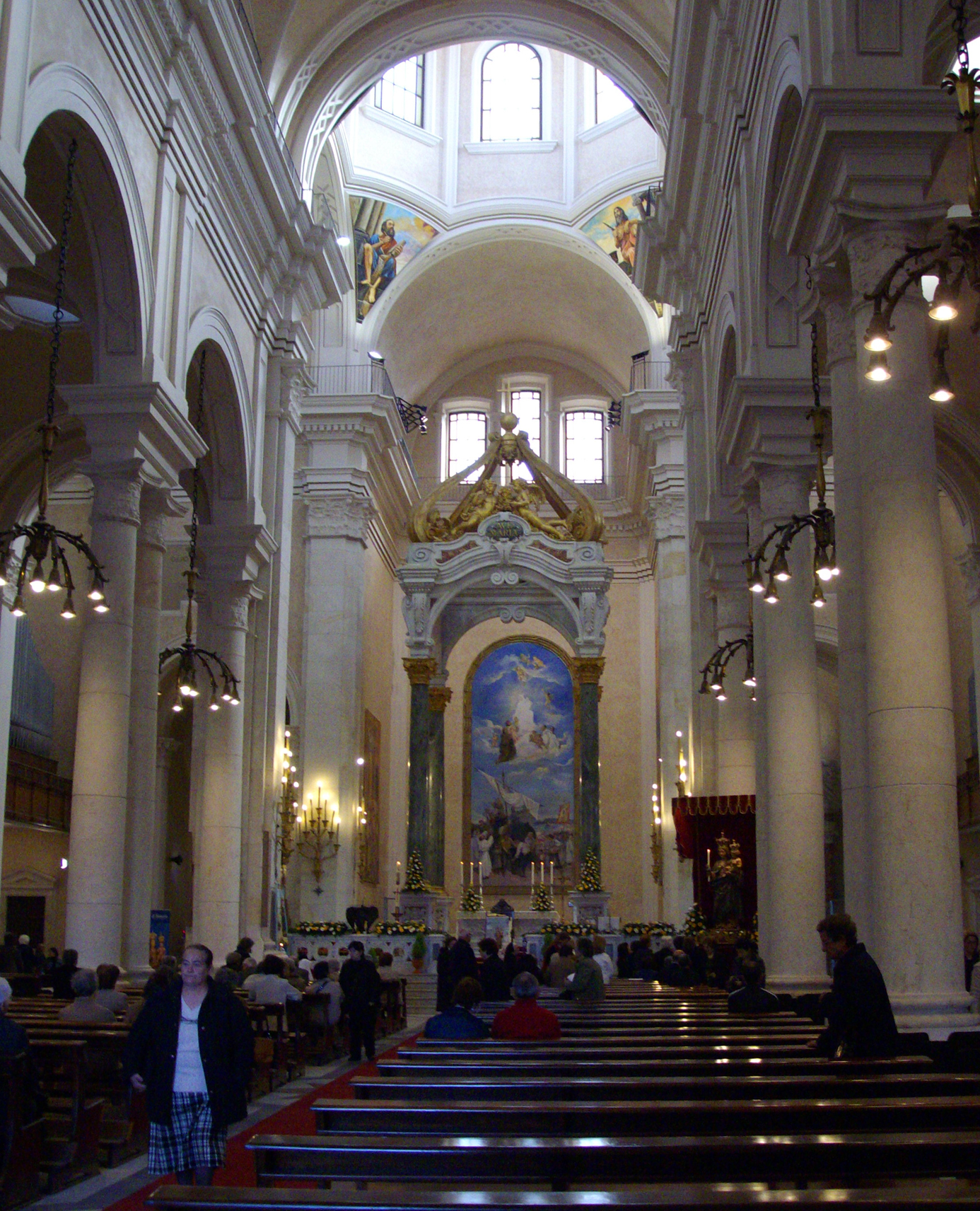
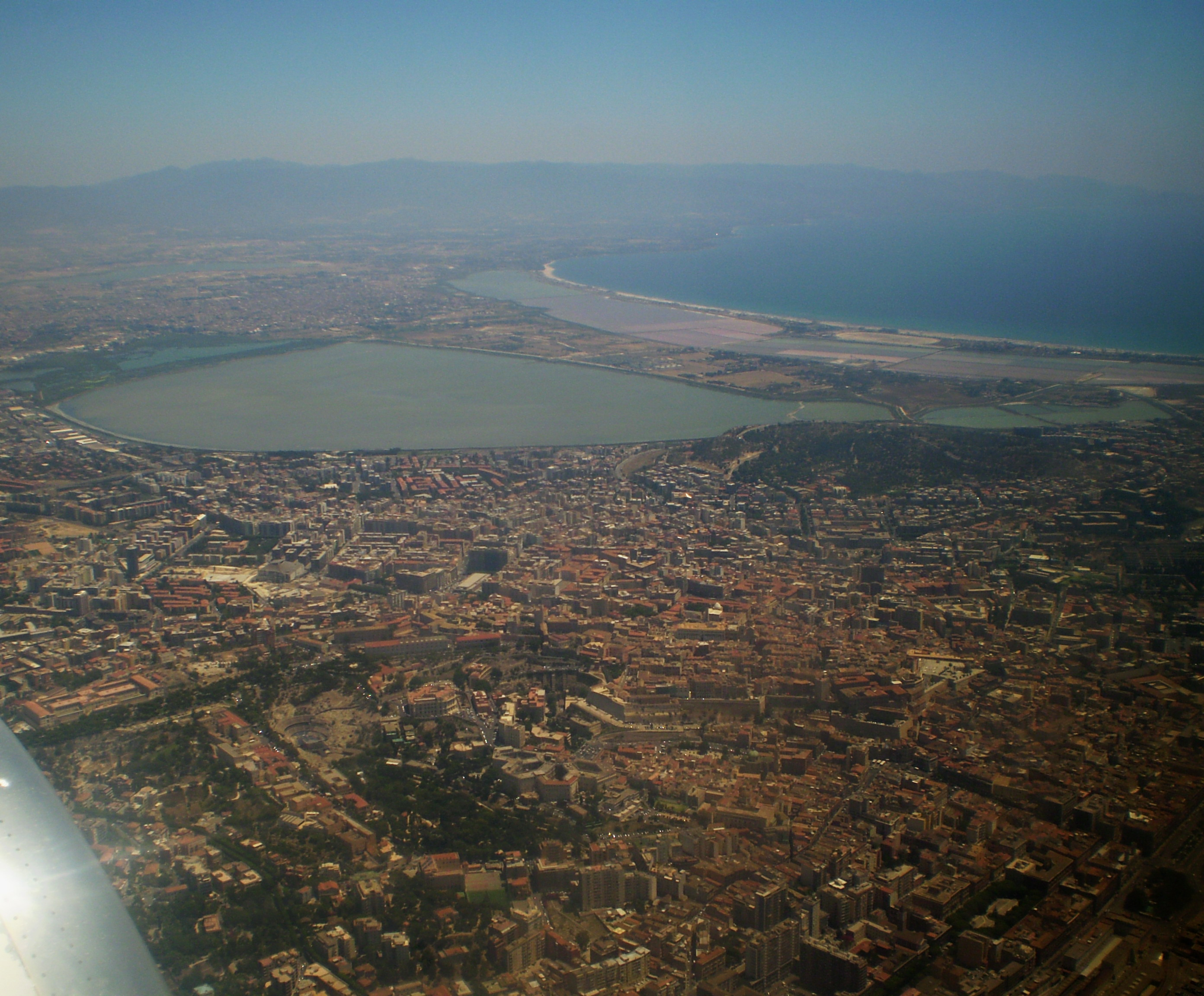
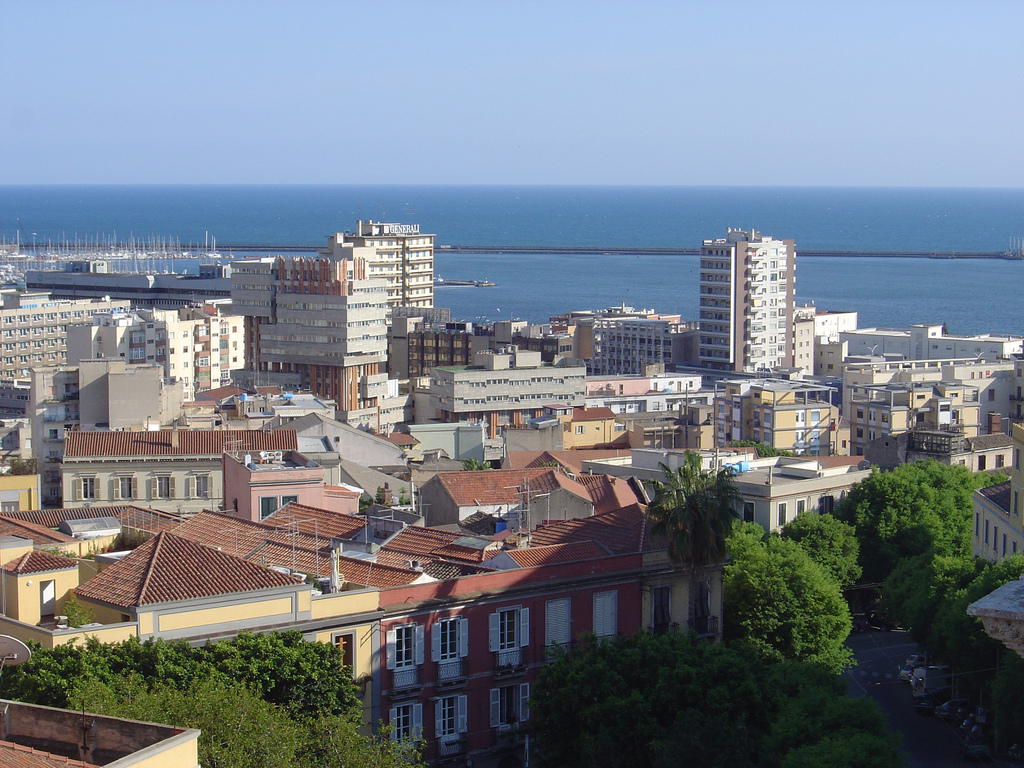
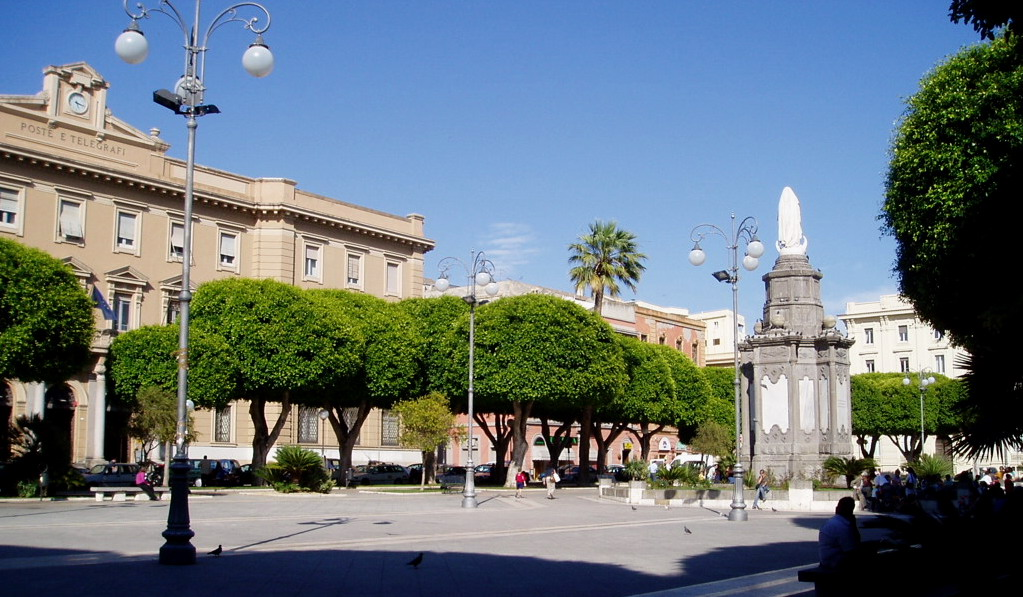
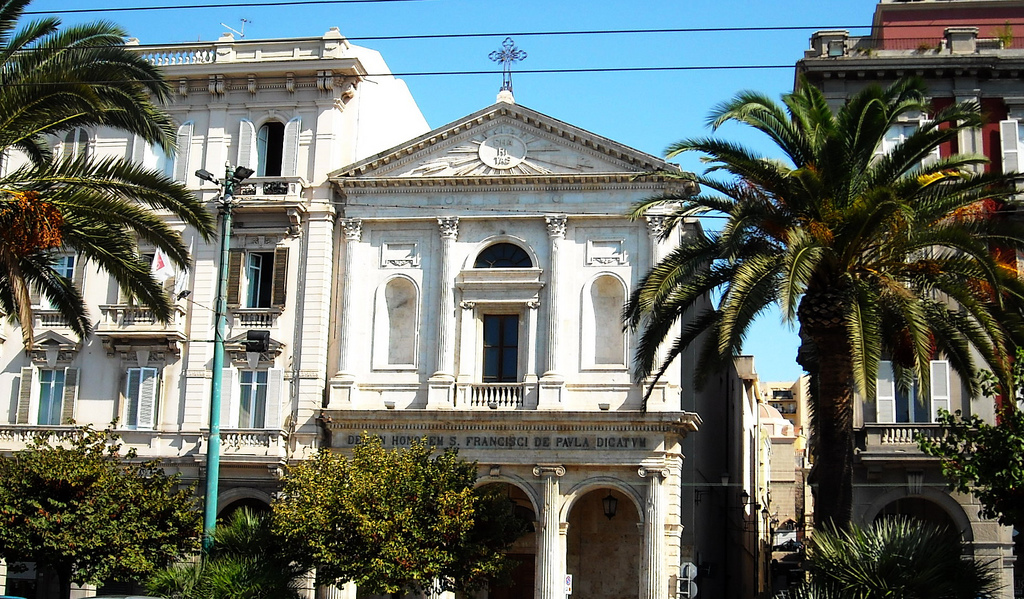